# Igeltjärnen (Ströms socken, Jämtland, 711629-145458)
Igeltjärnen är en sjö i Strömsunds kommun i Jämtland och ingår i Ångermanälvens huvudavrinningsområde. Igeltjärnen ligger i Gråberget-Hotagsfjällen Natura 2000-område.